# Kabu (Peureulak Barat)
Kabu is een bestuurslaag in het regentschap Aceh Timur van de provincie Atjeh, Indonesië. Kabu telt 1007 inwoners (volkstelling 2010).